# Paulus V
Paulus V, född Camillo Borghese 17 september 1552 i Rom, död 28 januari 1621 i Rom, var påve från den 16 maj 1605. 

## Biografi
Camillo Borghese föddes i Rom till ätten Borghese från Siena, vilken räknade Katarina av Siena till sina ättlingar. Ättens flytt till Rom berodde på de oändliga striderna som gjorde livet i Siena outhärdligt. Camillo fick en omsorgsfull utbildning i rättsvetenskap i Perugia och Padua, och blev en kanonist med omtalad förmåga. Han steg snabbt i graderna i kyrkan; 1596 gjordes han av Clemens VIII till kardinalpräst med Sant'Eusebio som titelkyrka. Han höll sig undan alla partistrider, för att istället ägna sig all ledig tid åt sina böcker i juridik. Därför vände sig alla ögon i Rom till honom när Leo XI avled, och han uppsteg på tronen som Paulus V utan att ha förpliktigat sig till något eller utan ha ställt sig i tacksamhetsskuld till någon. 
Hans färdigheter i juridik gjorde sig gällande i allt han företog sig och allt han skrev. Han kändes inte vid några kompromisser, och styrde kyrkan, inte med diplomati eller förhandlingar, utan genom edikt. Varje ord som hans företrädare hade yttrat betraktade han som okränkbar rätt. Detta fick hans karaktär att ibland verka oresonlig.
Det första offentliga åtagandet Paulus gjorde, var att skicka tillbaka alla prelater, och till och med kardinaler, som av en eller annan orsak befann sig i Rom. Tridentinska mötet hade förklarat det för en allvarlig synd att biskopar var frånvarande. Om så personen ifråga befann sig i Rom på affärer, spelade det ingen roll; lagen skulle gälla.

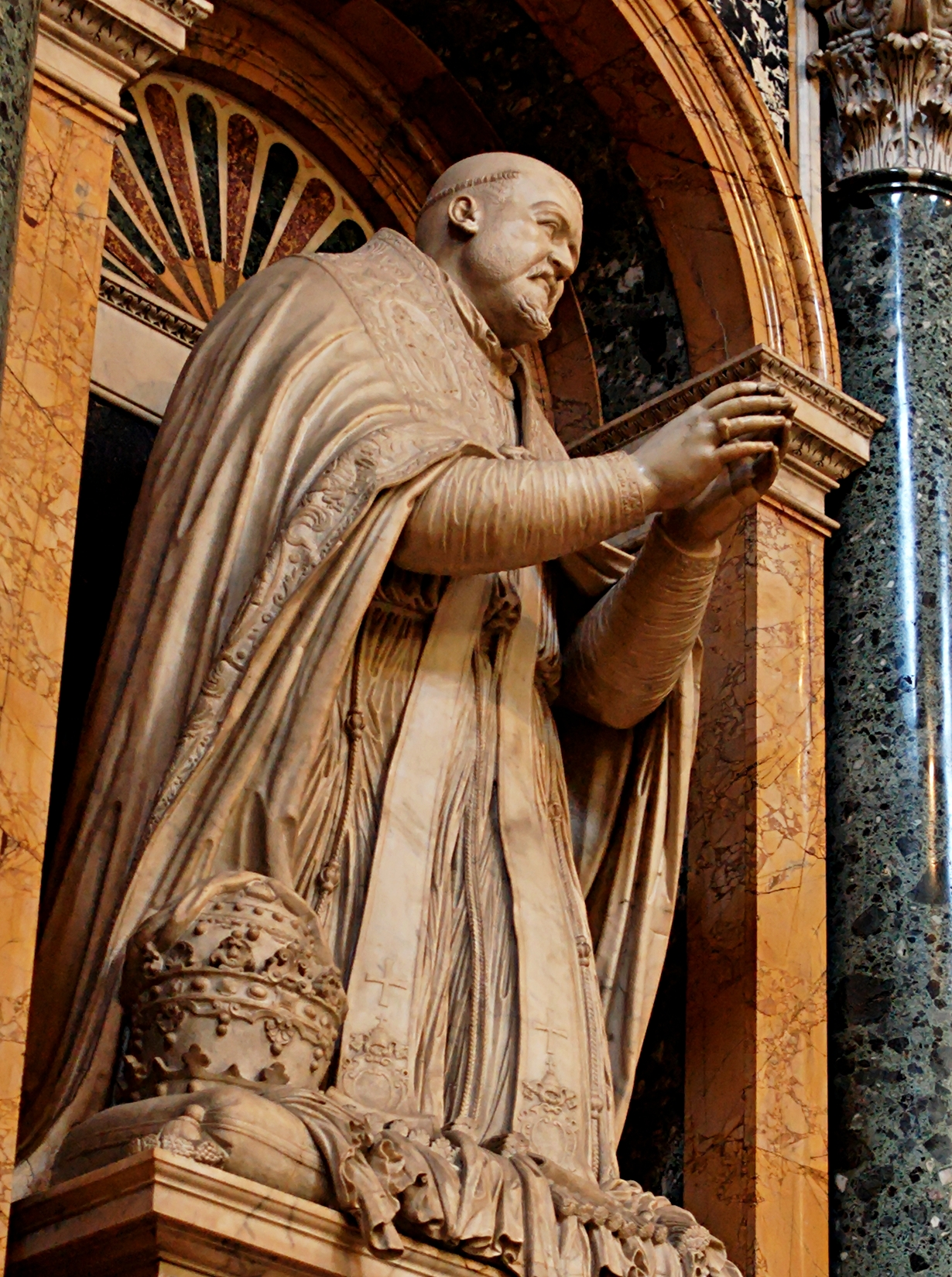
Paulus staty vid graven i Santa Maria Maggiore.

Snart hamnade Paulus i strid med olika städer i Italien om den ecklesiastikala jurisdiktionsrätten och om relationen mellan kyrka och stat. Det bittraste grälet var med republiken Venedig, vilken vägrade släppa kyrkans män fria från den civila rätten, och vilken antog två lagar som retade upp kurian och ställde prästerskapet under republikens rättsordning. Paulus krävde att lagarna skulle återkallas, och krävde att två präster som dömts i en civil domstol skulle frisläppas och istället skulle prästerna föras inför en ecklesiastikal domstol. Saken utvecklades till en generell diskussion om förhållandet mellan kyrka och stat, som fick betydelse för hela Europa, kanske framför allt genom de skickliga språkrören för de skilda uppfattningarna. Kardinalerna Cesare Baronius och Roberto Bellarmino talade för kyrkans sak, och för republikens servitmunken Paolo Sarpi, en ytterst lärd man och svuren fiende till domstolen i Rom. Den 17 april 1600 dömde påven Venedigs doge, senat och regering till kollektiv exkommunikation, och strax därefter lade han staden under interdikt. Därmed tvingades prästerna att välja sida, antingen för påven eller republiken. Jesuiterna, teatinerna och kapucinerna fördrevs omedelbart från Venedig, men bortsett från dem tog alla präster parti för republiken och fortsatte att verka som präster där, trots interdikten. Corpus Christi firades som om ingenting hade hänt, och Sarpi celebrerade mässan för första gången på flera år. Schismen varade i ungefär ett år, och freden uppnåddes genom ingripande från Frankrike och Spanien. Venedig vägrade att helt dra tillbaka lagarna, men lovade med luddiga ord att bara ta dem i bruk under vissa omständigheter. Påven tvingades acceptera detta vaga löfte, och han återkallade interdikten den 22 mars 1607. Teatinerna och kapucinerna fick tillåtelse att återvända, men med jesuiterna gjordes ett undantag.
Påven bevakade kyrkans intressen med största uppmärksamhet i alla länder. Den 9 juli 1606 skrev han ett vänligt brev till Jakob I av England för att gratulera till hans tronbestigning, och bad honom samtidigt att se till att katolikerna i landet inte drabbades av de brott några få av dem hade begått. Han erbjöd sig att förmana katolikerna i England att vara lojala mot den nye kungen så länge som det inte stod i vägen för Guds ära och deras heder. Men innan påven hunnit sända denna förmaning hade kung Jakobs trohetsed gjort det omöjligt för katolikerna att vara lojala. Trohetseden fördömdes högtidligt i två dossierer, 22 september 1606 och 23 augusti 1607. Fördömelsen ledde till strid mellan ärkepräst George Blackwell och katolikerna, som var trogna Heliga stolen.
I Österrike inriktades påvens bistånd till katolikerna på moraliska förmaningar och material. Han levde länge nog att höra om slaget vid Vita berget, som störtade den kalvinistiske "vinterkungen".
Paulus V var inte mindre benägen till nepotism än andra påvar från detta århundrade. Men skulle han sägas ha favoriserat sina släktingar alltför mycket, måste det sägas att de levde upp till hans förväntningar.
Under Paulus pontifikat blev Peterskyrkan färdig, efter många århundradens byggande. Han utökade Vatikanbibliotekets bestånd, var intresserad av konst, och uppmuntrade Guido Reni. Flera nya utbildningscentrum och välgörenhetsinrättningar gav kyrkan under Paulus tid en ny lyster. 
Paulus är begravd i Cappella Borghese i basilikan Santa Maria Maggiore.